# Ameide
Ameide (51° 57′ N, 4° 58′ L) é uma cidade dos Países Baixos, na província de Utrecht. Ameide pertence ao município de Vijfheerenlanden, e está situada a 9 km southwest of IJsselstein.
Ameide received city rights in the 14th century.
Em 2001, a cidade de Ameide tinha 3087 habitantes. A área urbana da cidade é de 0.58 km², e tem 1083 residências.
A área de Ameide, que também inclui as partes periféricas da cidade, bem como a zona rural circundante, tem uma população estimada em 3040 habitantes.